# Bouriège
Bouriège település Franciaországban, Aude megyében. Lakosainak száma 151 fő (2022. január 1.). Bouriège Bourigeole, Castelreng, Festes-et-Saint-André, Saint-Couat-du-Razès, La Serpent, Tourreilles és Roquetaillade-et-Conilhac községekkel határos.

## Népesség
A település népessége az elmúlt években az alábbi módon változott:
| Lakosok száma | 160  | 152  | 136  | 148  | 121  | 118  | 127  | 141  | 144  | 151  |
|               | 1968 | 1982 | 1990 | 2006 | 2013 | 2015 | 2017 | 2019 | 2020 | 2022 |